# Admiral Scheer
Admiral Scheer byla druhá Panzerschiff (pancéřová loď) třídy Deutschland, ktera sloužila v německé Kriegsmarine. Jméno nesla po admirálovi Reinhardu Scheerovi. Měla dvě sesterské lodě – Deutschland a Admiral Graf Spee. Při porovnaní s bitevními loděmi jiných loďstev lodě dostaly přezdívku kapesní bitevní loď. Pod tímto „kódovým“ označením je tato třída vedená v anglosaských zemích dodnes. V únoru 1940 byly obě zbývající jednotky překlasifikovány na těžké křižníky.

## Stavba
Kýl lodě byl položen 25. června 1931 v loděnicích Kriegsmarinewerft ve Wilhelmshavenu. Spuštění na vodu se dočkala 1. dubna 1933, a Kriegsmarine si jí převzala 12. listopadu 1934.

## Konstrukce

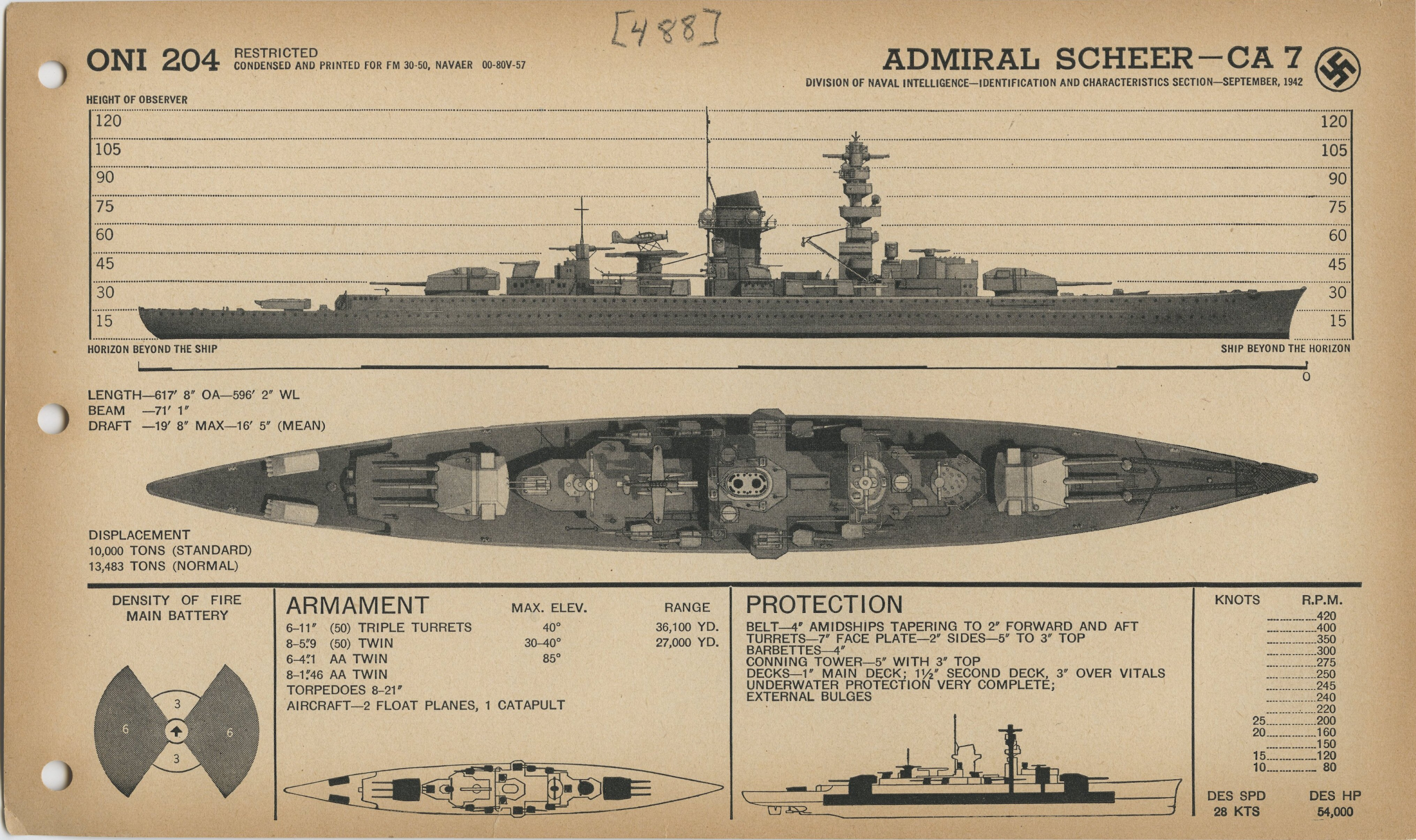
Admiral Scheer z identifikační knihy US Navy

Loď pohánělo osm dvoudobých dvojčinných vznětových motorů MAN M9Zu 42/58, které přes dvě převodovky Vulcan poháněly dvojici lodních vrtulí. Dokázaly plavidlu dát maximální rychlost 28,5 uzlu. Oproti lodi Deutschland měla zesílené pancéřování, odlišnou protiletadlovou výzbroj a rozmanitější výstroj. Hlavními rozdíly oproti Deutschlandu byl tvar velitelské věže a tvar můstku, větší výtlak a pancéřování.
Pancéřování: Boční pás, chránící kotelnu, strojovnu, sklady munice a ostatní důležité části měl sílu 100 mm. Tento pás se mírně překrýval s protitorpédovými oddíly. Na přídi měl sílu od 30 do 60 mm, na zádi 18-60 mm. Podhladinová část byla chráněná ještě 45 mm přepážkou (dvojité dno). Paluba dosahovala síly do 80 mm. Věže hlavní ráže měly pancéřování o tloušťce 125 mm, barbety a velitelská věž až 150 mm.

## Výzbroj
Hlavní výzbroj se skládala ze šesti kanónů ráže 280 mm ve dvou trojhlavňových věžích Derh C/28, s dostřelem 36 475 m. Pomocnou výzbroj tvořilo osm děl ráže 150 mm uložených v jednohlavňových věžích typu MPL, s dostřelem 23 000 m, a oproti první jednotce Deutschlandu i šest děl ráže 105 mm ve třech dvoudělových věžích. Proti letadlům bylo namontováno šest 88 mm kanónů ve dvouhlavňových věžích Dopp LC/31, osm 37 mm a deset kanónů ráže 20 mm;do roku 1945 až 30 20mm kanónů. Osm torpédometů ráže 533 mm v zadní části lodě po dvou čtyřhlavňových kompletech. Loď měla od počátku namontovaný katapult a nesla dva hydroplány Arado Ar 196. Na lodi byl i radar, pravděpodobně FuMO 27.
Jednotka se v roce 1940 podrobila přestavbě, při které byla příď změněna na atlantický typ, a přestavěná velitelská věž.

## Služba

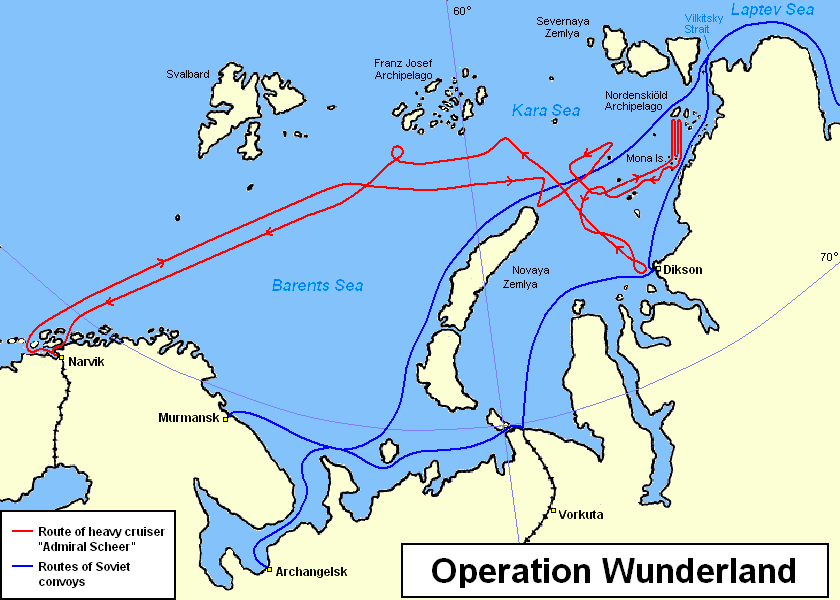
Mapa trasy lodi Admiral Scheer během operace Wunderland

Od 12. listopadu 1934 strávil Admiral Scheer několik měsíců v Baltském a Severním moři zkušebními plavbami a výcvikem. Spolu s Deutschlandem podnikl v roce 1936 plavbu okolo Britských ostrovů. Od roku 1936 do roku 1938 byl součástí lodí, které blokovaly republikánské Španělsko.
Pravděpodobně první bojem ztracené letadlo RAF bylo sestřeleno právě Admirálem Sheerem nad loděnicemi ve Wilhelmshavenu.
V rámci německé křižníkové války byl Admiral Scheer převelen v roce 1941 do Indického oceánu, kde potopil čtyři obchodní lodě. Následně ho začal pronásledovat křižník HMS Glasgow a letadlová loď HMS Hermes společně se šesti torpédoborci, Admiral Scheer ale opět unikl. V roce 1944 podporoval Scheer svými děly ustupující německá vojska v Pobaltí. V noci z 9. na 10. dubna 1945 se Admiral Scheer po náletech převrátil a potopil v přístavu Kiel.